# راي ولف
راي ولف هو سياسي أمريكي، ولد في 23 سبتمبر 1905، وتوفي في 5 أكتوبر 1977. نشط حزبياً في الحزب الجمهوري.